# نيكولاس ميرفي
نيكولاس ميرفي (بالإنجليزية: Nicholas Murphy)‏ هو لاعب كرة القدم الغالية أيرلندي، ولد في 23 أبريل 1978 في Carrigaline ‏ في جمهورية أيرلندا.